# Mithila lichenosa
Mithila lichenosa là một loài bướm đêm trong họ Noctuidae.